# Wierzbięcin (Górowo Iławeckie)
Wierzbięcin (deutsch Friedrichshof) war ein Ort im ostpreußischen Kreis Preußisch Eylau. Seine Ortsstelle befindet sich heute im Gebiet der Landgemeinde Górowo Iławeckie (Landsberg) im Powiat Bartoszycki (Kreis Bartenstein) der polnischen Woiwodschaft Ermland-Masuren.

## Geographische Lage
Die Ortsstelle von Wierzbięcin resp. Friedrichshof liegt zehn Kilometer südlich der Staatsgrenze zur russischen Oblast Kaliningrad (Gebiet Königsberg (Preußen)) im Nordwesten der Woiwodschaft Ermland-Masuren. Bis zur einstigen Kreisstadt Preußisch Eylau (heute russisch Bagrationowsk) sind es 21 Kilometer in nordöstlicher Richtung, während die heutige Kreismetropole Bartoszyce (deutsch Bartenstein) 31 Kilometer entfernt in östlicher Richtung liegt.

## Geschichte
Friedrichshof wurde um 1640 gegründet. Der Ort war zunächst als Vorwerk ein Wohnplatz innerhalb der Gemeinde Groß Steegen (ab 1928 Alt Steegen, polnisch Stega Wielka), dem späteren Amtsdorf des ab 1874 bestehenden gleichnamigen Amtsbezirks im Kreis Preußisch Eylau in der preußischen Provinz Ostpreußen.
Im Jahre 1928 wurde Friedrichshof zusammen mit dem Gut Stobbenbruch (polnisch Porąbki) nach Hoppendorf (polnisch Grotowo) eingemeindet. Friedrichshof wurde mit sieben Neubauern aufgesiedelt und war 154,61 Hektar groß.
In Kriegsfolge kam Friedrichshof 1945 mit dem gesamten südlichen Ostpreußen zu Polen. Friedrichshof erhielt die polnische Namensform „Wierzbięcin“. Wie lange der Ort existierte, ist nicht belegt. Vielleicht wurde er gar nicht mehr besiedelt, vielleicht aber auch in einen Nachbarort eingegliedert. Heute gilt Wierbięcin als untergegangener Ort. Seine Ortsstelle liegt in der Gmina Górowo Iławeckie (Landgemeinde Landsberg) im Powiat Bartoszycki (Kreis Bartenstein) der polnischen Woiwodschaft Ermland-Masuren.

## Religion
Bis 1945 war Friedrichshof in das Kirchspiel der evangelischen Kirche Guttenfeld (heute polnisch Dobrzynka) in der Kirchenprovinz Ostpreußen der Kirche der Altpreußischen Union eingepfarrt.

## Verkehr
Die Ortsstelle Wierzbięcin resp. Friedrichshof ist  von Kandyty (Kanditten) aus zu erreichen. Eine Wegeverbindung von Grotowo (Hoppendorf) nach Skarbiec (Schatzberg) führt mitten durch die Ortsstelle.
Bis 1945 war Wildenhoff (heute polnisch Dzikowo Iławeckie) die nächste Bahnstation. Sie lag an der heute nicht mehr bestehenden Bahnstrecke Königsberg–Zinten–Heilsberg. 